# جوش غراتون
جوش غراتون هو لاعب هوكي الجليد كندي، ولد في 9 سبتمبر 1982 في برانتفورد في كندا.

## وصلات خارجية
- جوش غراتون على موقع دوري الهوكي الوطني (الإنجليزية)
- جوش غراتون على موقع قاعة مشاهير الهوكي (لاعب أن.إتش.أل) (الإنجليزية)
- جوش غراتون على موقع دوري الهوكي للقارات (الإنجليزية)
- جوش غراتون على موقع EliteProspects.com (الإنجليزية)
- جوش غراتون على موقع HockeyDB.com (الإنجليزية)
- جوش غراتون على موقع Hockey-Reference.com (الإنجليزية)